# Río Guercha
El río Guercha es un corto río de montaña, de 6,5 km, del sureste de Francia que fluye a lo largo del departamento de los Alpes-Marítimos. Su fuente está en los Alpes marítimos, cerca de la frontera italiana. Desemboca en el río Tinée en Isola.